# Banca (navegación)
Se denomina banca a una embarcación pequeña y estrecha usada en Filipinas y construida a partir de un tronco ahuecado con las dos extremidades agudas muy remangadas y planas por la parte de arriba. 
Carece de cubierta, quilla, timón y bancadas fijas. Suele ir provista de tapancos para resguardo de la intemperie. Se gobierna con la pagaya. Lleva una o dos batangas amadrinadas a los costados que aseguren su flotación, bancadas de tablas móviles y zaguales en vez de remos. 

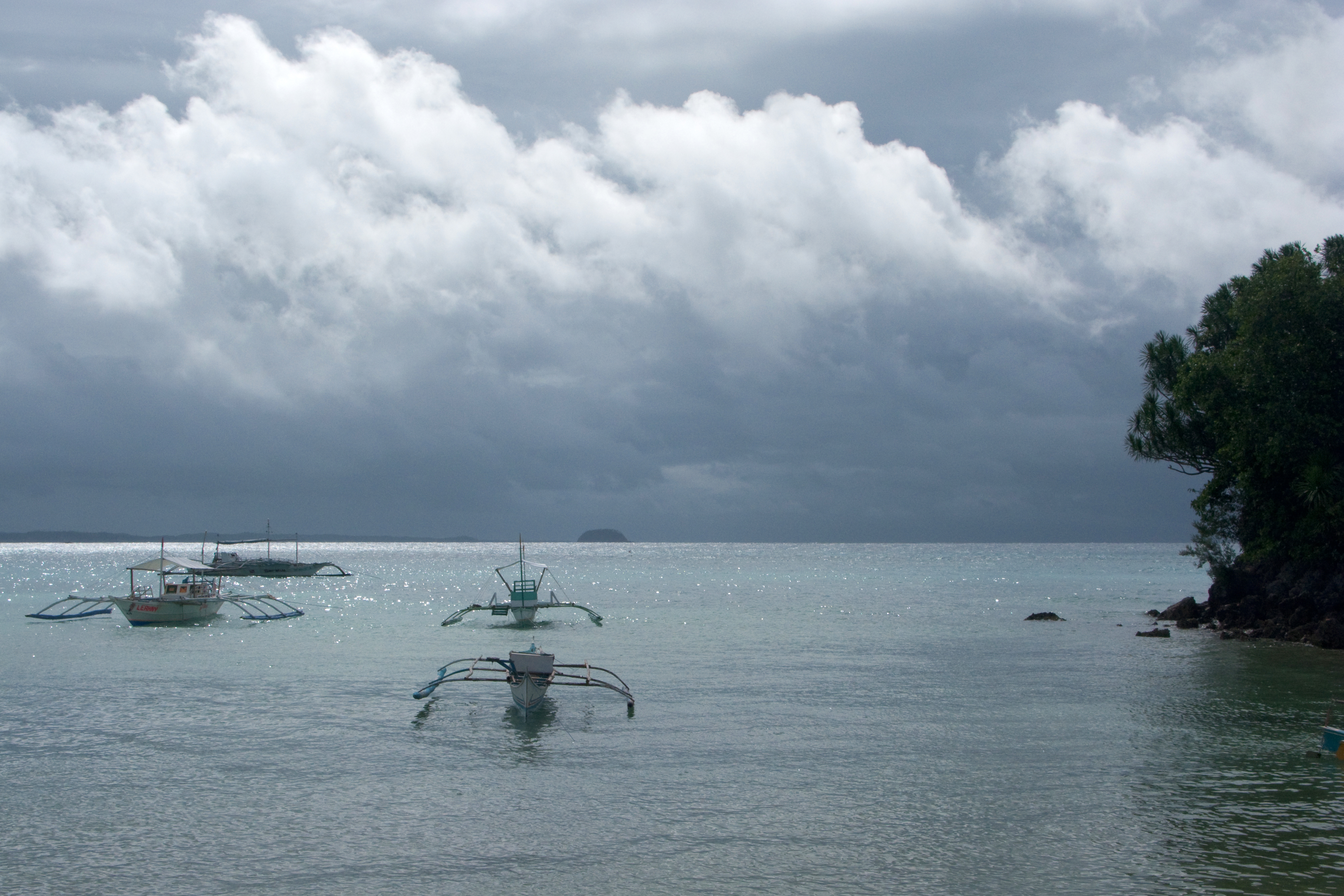